# Lonicera involucrata
 Lonicera involucrata   é uma espécie do gênero botânico Lonicera, da família das Caprifoliaceae
É uma planta nativa da América do Norte. Cresce geralmente em regiões mais elevadss. É usada frequentemente como planta ornamental
É um grande arbusto que pode crescer até 3 m de altura. Apresenta flores amarelas, pilosas, monóicas, de 14 mm, que crescem em pares. Suas folhas são elípticas, ligeiramente ovaladas, ásperas, alcançando até 10 mm de comprimento. São pilosas nas bordas e na superfície inferior. São resistentes a poluição, podendo ser plantadas em jardins. São plantas que crecem em solos bem drenados, preferencialmente perto de uma fonte de água.